# Національний театр Ісландії
Національний театр Ісландії (ісл. Þjóðleikhúsið [ˈθjou̯ːðlɛi̯kˌhuːsɪð]) — національний драматичний театр у столиці Ісландії місті Рейк'явіку, провідна театральна сцена і значний культурний осередок держави.

## Загальні дані
Національний театр Ісландії розташований у центрі Рейк'явіка в історичній будівлі за адресою:
Lindargötu 7, м. Рейк'явік—101 (Ісландія).
Будинок для театру спеціально звів ісландський архітектор Ґудйон Самуельссон — його зовнішній вигляд і скупий декор відповідає ісландським традиціям.
Сьогодні (2000-ні) Національний театр Ісландії має три окремі сцени:
- головна сцена — на 500 місць;
- сцена «Чорна скриня» (англ. the Black Box) — на 180 місць;
- сцена творчої майстерні (для експериментальних постановок та репитицій) — на 150 місць.

Чинна генеральна директорка Національного театру Ісландії — Тінна Ґуннлауґсдоттір (Tinna Gunnlaugsdóttir).

## З історії та сьогодення театру
Театр, спроектований державним архітектором Ґудйоном Самуельссоном, розпочав свою роботу 20 квітня 1950 року.
Нині (2000-ні) Національний театр Ісландії є провідною театральною інституцією країни. Щороку тут відбуваються 10—14 прем'єр, а загалом 300—400 різноманітних культурних заходів, переважно вистав, які відвідують 80—100 тисяч осіб. Репертуар закладу варіюється від новітньої ісландської драматургії та постановок творів сучасної національної та світової літератури, до ісландської та зарубіжної класики, мюзиклів, опер та спектаклів для дітей.
Згідно з усталеною традицією наприкінці сезону колектив Національного театру Ісландії вирушає з однією зі своїх постановок у національний тур, а останніми роками (2000-ні) все частіше трупа виїздить із гастролями за кордон (здебільшого у країни Північної Європи).
Директори Національного театру Ісландії:
- Guðlaugur Rósinkranz (1949—1972);
- Sveinn Einarsson (1972—1983);
- Gísli Alfreðsson (1983—1991);
- Stefán Baldursson (1991—2005);
- Tinna Gunnlaugsdóttir (2005-).

## Виноски
1. ↑  інформація на Офіційна вебсторінка театру
2. ↑  Офіційний сайт (англ.)